# فرودگاه شهری کودیاک
فرودگاه شهری کودیاک (به انگلیسی: Kodiak Municipal Airport) یک فرودگاه همگانی بهره‌برداری هوایی با کد یاتا KDK است که یک باند فرود آسفالت و شن دارد و طول باند آن ۷۵۴ متر است. این فرودگاه در شهر کودیاک، آلاسکا کشور ایالات متحده آمریکا قرار دارد و در ارتفاع ۴۲ متری از سطح دریا واقع شده است.